# 鐵館
鐵館是於香港的舊式小型健身中心的俗稱，一般以師徒制度運作，學員大多數為男性，練習時多脫去上衣，於1970至1980年代盛極一時，於1990年代起式微。由於競爭激烈，現時已經被連鎖中心邊緣化，尚存鐵館寥寥可數。

## 現存鐵館

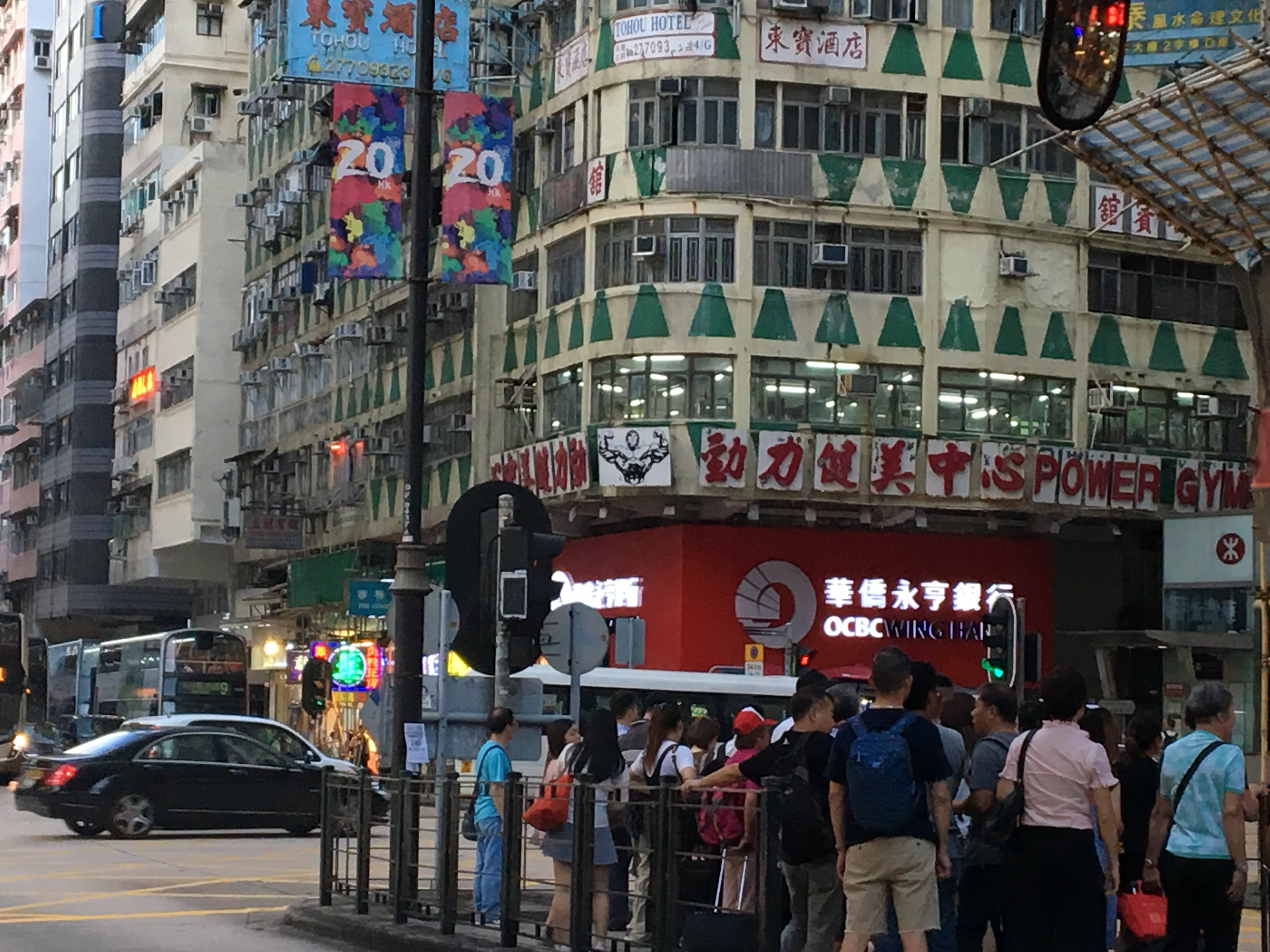
勁力健美中心

- 力威健身學院──位於旺角亞皆老街與上海街交界。[2]
- 大埔健美中心──位於大埔仁興街39-41號。

## 相關參見
- 健身